# Diocese de Verona
A Diocese de Verona (Dioecesis Veronensis) é uma circunscrição eclesiástica da Igreja Católica na Itália, pertencente ao Patriarcado de Veneza e à Conferenza Episcopale Italiana, sendo sufragânea do Patriarcado de Veneza.

## Território
A Diocese fica no Veneto, Itália, e em 2017 tinha 869 mil batizados numa população de 940 mil habitantes.
Atualmente é governada pelo bispo Giuseppe Zenti.
O Território fica entre a maioria da província de Verona e uma pequena parte da província de Bréscia (zona Sul e Sul-Oeste do Lago de Garda). O território é dividido em 381 paróquias e em 18 vicariados: Verona centro, Verona nord-ovest, Verona nord-est, Verona sud, Cadidavid, Lago veronese, Lago bresciano, Caprino, Valpolicella, Valpantena-Lessinia centrale, Val d'Illasi, Bussolengo, Villafranca, Soave-San Martino, Ronco, Bovolone-Cerea, Isola della Scala-Nogara, Legnago.

## Padroeiro
São Zeno, foi o oitavo bispo da cidade, de 362 à 371 ou 372 ou 380, ano da morte. De origem africana, talvez da Mauritânia, era pessoa simples, mas otimo orador. A lenda diz que pescava ele mesmo, do rio Ádige,  os peixes que comia. Por isso é considerado o protetor dos pescadores de água doce.
A festa é no dia 12 de abril.

## Administração
Bispos do século XX:
| #                        | Nome                               | Período    | Notas                              |
| Bispo                    | Bispo                              | Bispo      | Bispo                              |
| ------------------------ | ---------------------------------- | ---------- | ---------------------------------- |
|                          | Domenico Pompili                   | 2022-atual |                                    |
|                          | Giuseppe Zenti                     | 2007-2022  |                                    |
|                          | Flavio Roberto Carraro, O.F.M.Cap. | 1998-2007  |                                    |
|                          | Attilio Nicora                     | 1992-1997  |                                    |
|                          | Giuseppe Amari †                   | 1978-1992  |                                    |
|                          | Giuseppe Carraro †                 | 1958-1978  |                                    |
|                          | Giovanni Urbani †                  | 1955-1958  | Nomeado Patriarca de Veneza        |
|                          | Girolamo Cardinale †               | 1923-1954  |                                    |
|                          | Bartolomeo Cardeal Bacilieri †     | 1900-1923  |                                    |
|                          | Luigi Cardeal di Canossa †         | 1861-1900  |                                    |
| Bispo-coadjutor          |                                    |            |                                    |
|                          | Andrea Pangrazio                   | 1953-1955  | Nomeado Bispo-coadjutor de Livorno |
|                          | Bartolomeo Bacilieri †             | 1888-1900  |                                    |
| Bispo-auxiliar           |                                    |            |                                    |
|                          | Andrea Veggio                      | 1983-2001  |                                    |
|                          | Maffeo Giovanni Ducoli             | 1967-1975  | Nomeado Bispo de Belluno-Feltre    |
|                          | Giordano Corsini †                 | 1922-1923  | Nomeado Bispo de Guastalla         |
| Administrador Apostólico |                                    |            |                                    |
|                          | Andrea Veggio                      | 1997-1998  | Bispo-auxiliar da mesma            |